# シネシティ文化
シネシティ文化（シネシティぶんか）は、かつて鹿児島県鹿児島市千日町（天文館）にあった映画館。
運営は有楽興行株式会社。1988年（昭和63年）7月23日に開館し、2006年（平成18年）6月5日に休館した。開館時には4スクリーンを、休館時には7スクリーンを有していた。シネシティ文化が入っていた建物は「九州初の複合映画ビル」であり、「九州初のシネマコンプレックス」であるとされることもある。

## データ
- 所在地 : 〒892-0843 鹿児島県鹿児島市千日町5-6
現在のカラオケ館天文館店[1]と快活CLUB天文館店[2]、サープラ天文館あそびタウン[3]の位置
- アクセス : 鹿児島市電2系統で「天文館通」電停下車後徒歩
- 観客定員数（閉館時）
  - スクリーン1：250席
  - スクリーン2：220席
  - スクリーン3：140席
  - スクリーン4：90席
  - スクリーン5：90席
  - スクリーン6：47席

## 歴史

### 有楽興行の映画館

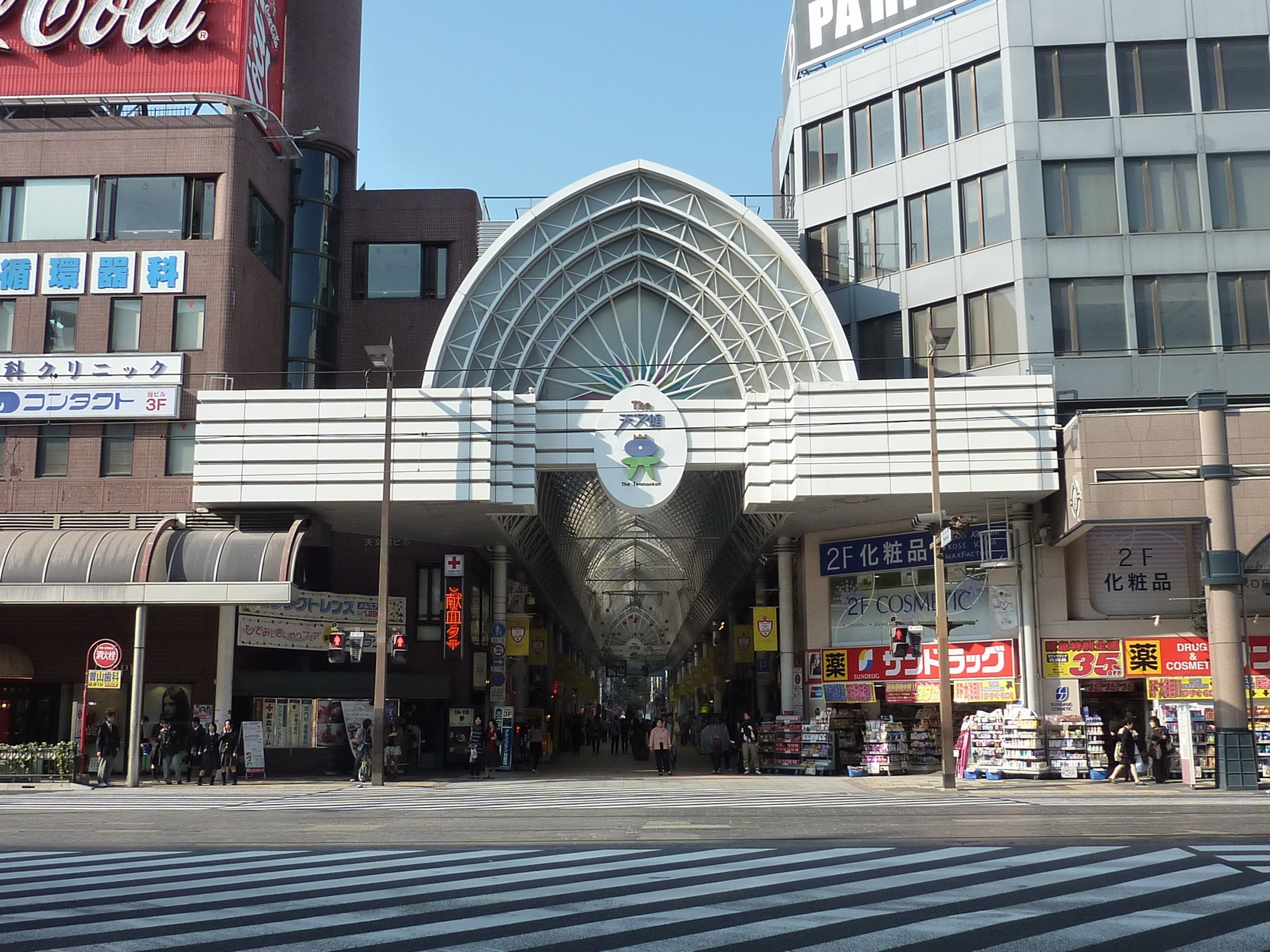
天文館のアーケード商店街

福岡県福岡市に本社を置く有楽興行株式会社は、1953年（昭和28年）から九州地方や山口県で映画館の興行を行っている企業である。1957年（昭和32年）9月には鹿児島県鹿児島市に進出し、1931年（昭和6年）から同市山之口町（当時）に存在していた富士館を文化劇場に改称して鹿児島における映画興行の拠点とした。1959年（昭和34年）に建物を新築した際には、鹿児島市の洋画館で初めて冷房設備を導入し、1963年（昭和38年）12月20日には名画座から洋画ロードショー館に転向した。
有楽興行は1958年（昭和33年）10月に、二官橋通りのオリオン座を第2文化に改称して文化劇場の姉妹館とし、1965年（昭和40年）8月7日には第2文化を萩原通りに移転して有楽座に改称した。有楽座はその後1972年（昭和47年）4月29日にロマン劇場（後に鹿児島にっかつ→ロッポニカ鹿児島と改称）を増設し2スクリーン体制となり、1990年（平成2年）8月31日まで営業を続けた。
1985年（昭和60年）4月27日、有楽興行は天文館の東千石町1-12 Kフラット1階に80席の文化プラザ80と120席の文化プラザ120を開館させた。当時は全国的にミニシアターブームが起こっており、文化プラザの2館はハリウッド映画やヨーロッパ映画の名作上映館という性格を持っていた。

### シネシティ文化の開館
1988年（昭和63年）、文化劇場を休館して建て替え工事を行い、同年7月23日、有楽興行によって天文館の千日町にシネシティ文化が開館した。約10億円で地上7階・地下1階建ての建物が建設されているが、有楽興行はこの建物を「九州初の複合映画ビル（シネマコンプレックス）」であるとしている。但し、シネマコンプレックス（シネコン）に明確な定義はない。
開館時に4館を有していたシネシティ文化は、洋画を中心とするロードショー館という性格を持っていた。鹿児島県の地方都市ではレンタルビデオ店のブームで映画館の閉館が相次いでおり、1990年（平成2年）時点で鹿児島県にある映画館は鹿児島市を除けば鹿屋市の鹿屋テアトル文化、大口市の大口喜楽館、西之表市の西ノ表文化劇場の3館にまで減っていたが、シネシティ文化は「ビデオに負けぬと劇場」と宣伝した。
1990年（平成2年）6月、シネシティ文化は4スクリーンから5スクリーンに増やした。1992年（平成4年）2月に鹿屋市の鹿屋テアトル文化が閉館すると、2000年（平成12年）8月に奄美市のシネマパニックが開館するまでの約8年間は、鹿児島県で映画館があるのは鹿児島市のみであった。有楽興行は1993年（平成5年）2月5日に文化プラザ80・文化プラザ120を閉館させ、鹿児島市における映画興行をシネシティ文化に一本化させた。
1999年（平成11年）時点の鹿児島市には5施設12スクリーンがあり、内訳はシネシティ文化が5スクリーン、鹿児島東宝が3スクリーン、松竹高島が2スクリーン、鹿児島東映と西駅旭シネマがそれぞれ1スクリーンだった。2000年（平成12年）時点の鹿児島県の映画館数12館は九州・沖縄8県でもっとも少なく、125館を有する福岡県の1/10以下だった。シネシティ文化のスクリーン数は2003年（平成15年）12月には6スクリーンとなった。座席は指定席ではなく自由席であり、飲食物の持ち込みも自由だった。
2005年（平成17年）9月には鹿児島県種子島を舞台とする『ライフ・オン・ザ・ロングボード』を上映し、9月3日には主演の大杉漣などによる舞台挨拶が行われた。2006年（平成18年）4月には『るにん』を上映し、4月1日には奥田瑛二監督による舞台挨拶が行われた。同年5月には『ドッグ・ラバーズ・シンフォニー』を上映し、5月13日には鹿児島市出身の福田哲也監督による舞台挨拶が行われた。

### シネシティ文化の閉館

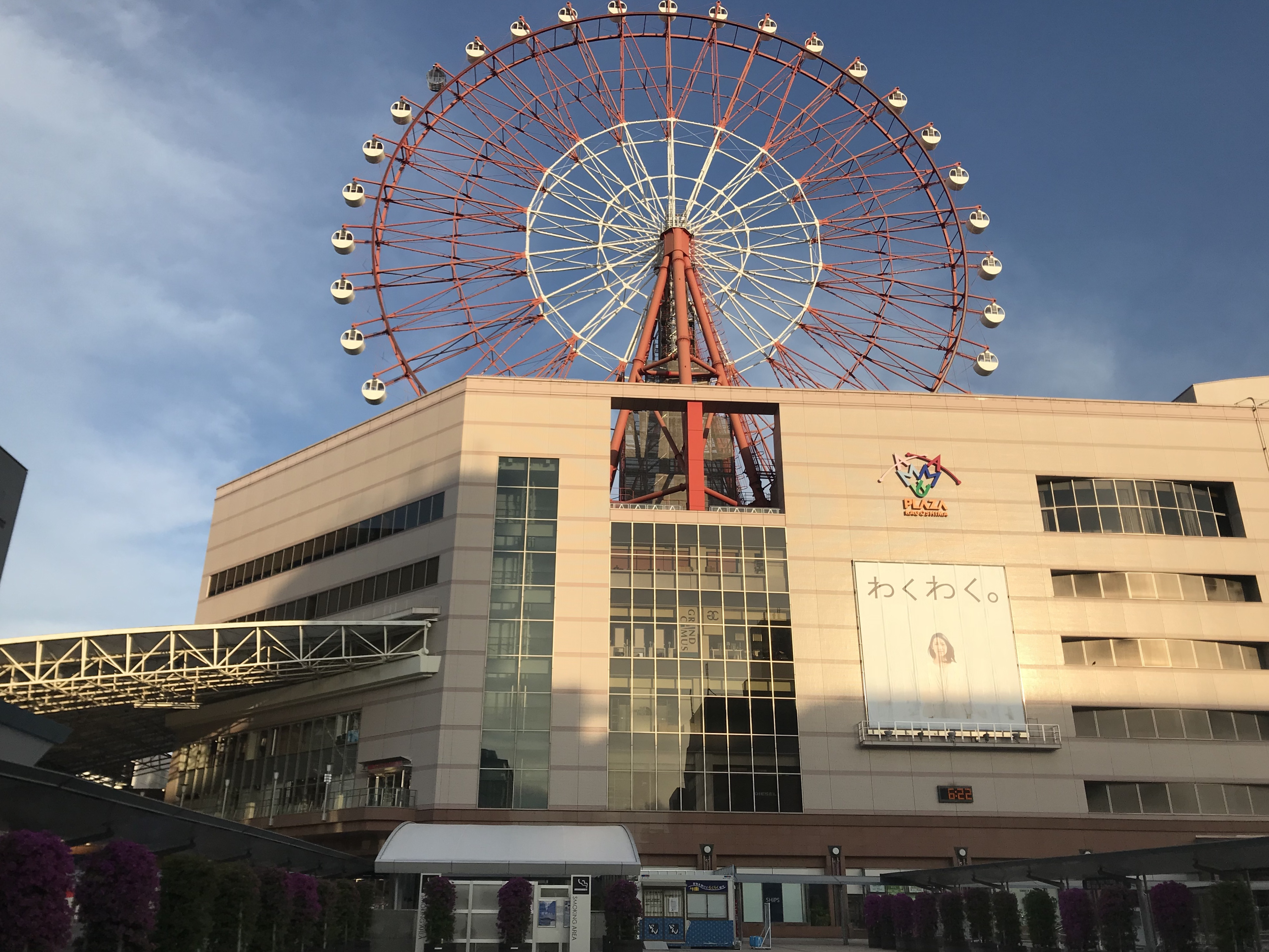
鹿児島ミッテ10が入るアミュプラザ鹿児島

2004年（平成16年）3月13日に九州新幹線の鹿児島中央駅＝新八代駅間が開業すると、半年後の9月17日には鹿児島中央駅に直結する商業ビルとしてアミュプラザ鹿児島が開業した。有楽興行は同日、アミュプラザ鹿児島6階に10スクリーンを持つ鹿児島ミッテ10を開館させている。鹿児島ミッテ10の開業によってシネシティ文化の観客数は著しく減少したため、「さようなら興行」として2006年（平成18年）6月4日には『ニュー・シネマ・パラダイス』を上映し、6月5日から休館となった。
その後は規模を縮小させ、同年8月26日には同館内で鹿児島市芸術文化協会とNPO法人かごしまアートネットワークによる『鹿児島の映画文化を考える』と題したフォーラムを行う等経営再開を模索していたが、2006年10月7日には経営再開を断念して閉館することを発表。文化劇場時代から通算して49年の歴史に幕を閉じた。なお、同年10月15日には鹿児島市郊外のフレスポジャングルパークに市内2番目のシネマコンプレックスであるTOHOシネマズ与次郎が開館しており、その前日の10月14日には天文館にあった鹿児島東宝が閉館。これによって「映画館の街」天文館から映画館が消え、2012年（平成24年）5月3日に天文館シネマパラダイスが開館するまで約6年間は天文館に映画館はなかった。
天文館から映画館がなくなったことに危機感を持った市民有志によって、2007年（平成19年）6月には任意団体の鹿児島コミュニティシネマが発足しており、2010年（平成22年）4月28日のガーデンズシネマ開館につながっている。2009年（平成21年）時点の鹿児島県の映画館数は24館であり、九州・沖縄8県のうち7位だった。シネシティ文化の跡地はタイトーステーション天文館やイエスランド天文館千日店となり、2024年（令和6年）時点ではカラオケ館天文館店や快活CLUB天文館通り店、サープラ天文館あそびタウン（旧サンゲームス天文館店）が入居している。